# خواص متالورژیکی بریلیم

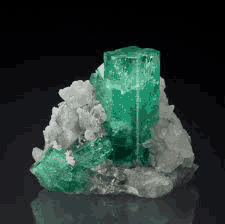
سنگ زمرد نوعی سنگ بریل است که حاوی بریلیم می‌باشد

بریلیم (به انگلیسی: Beryllium) یک عنصر شیمیایی با نماد Be است که دارای خواص فیزیکی و مکانیکی زیر می‌باشد:
بریلیوم فلزی خاکستری و سخت است که در دمای اتاق شکننده و ترد است و ساختار آن کریستالی شش ضلعی بسته (به انگلیسی :hexagonal close packed) است.
نام آن از مواد معدنی حاوی برلیوم، بریل (به انگلیسی: Bril) گرفته شده‌است.
برلیوم را به عنوان گلونیوم نیز می‌شناسند چرا که شیرین است و البته سمی نیز می‌باشد.
سنگ زمرد نوعی بریل است که دارای ترکیبات (Be3Al2(SiO3)6) می‌باشد.

## تبدیل فاز در بریلیم

### مراحل آلوتروپیک
در فشار ۱ اتمسفر، دو فاز جامد برای بریلیم خالص بین دمای اتاق و دمای ذوب وجود دارد. تبدیل فازی در ۱۲۵۰ درجه سانتیگراد رخ می‌دهد (فقط ۳۵ درجه زیر نقطه ذوب). دو فاز برلیوم در درجه حرارت پایین (آلفا) دارای ساختار HCP و در درجه حرارت بالا (بتا) دارای ساختار BCC است.

### محدوده پایداری
پایداری فاز بتا از ۳۰ درجه تا ۳۰۰ درجه سانتی‌گراد در فشار بالا (۲۹۵ اتمسفر) افزایش می‌یابد و این پایداری را می‌توان توسط عناصر آلیاژی از قبیل (Co, Ni یا Cu) افزایش داد.
فاز BCC در جامد شدن (مایعات فوق خنک) شکل نمی‌گیرد. مکعب با وجوه مرکز دار (FCC)، شش ضلعی بسته (HCP)
دو شبکه ساده معمولی وجود دارد که بالاترین تراکم متوسط را دارا می‌باشند که بر اساس تقارن آن‌ها، مکعب با وجوه مرکزدار (FCC) و شش‌ضلعی بسته (HCP) نامیده می‌شوند که از لحاظ تراکمی ساختار (FCC) تراکم بیش‌تری دارد. لازم به توضیح است که ساختار شش ضلعی دارای سه نوع صفحه بیسال (basal) پیریزماتیک (prismatic) پیرامیندال (pyramidal) می‌باشد.

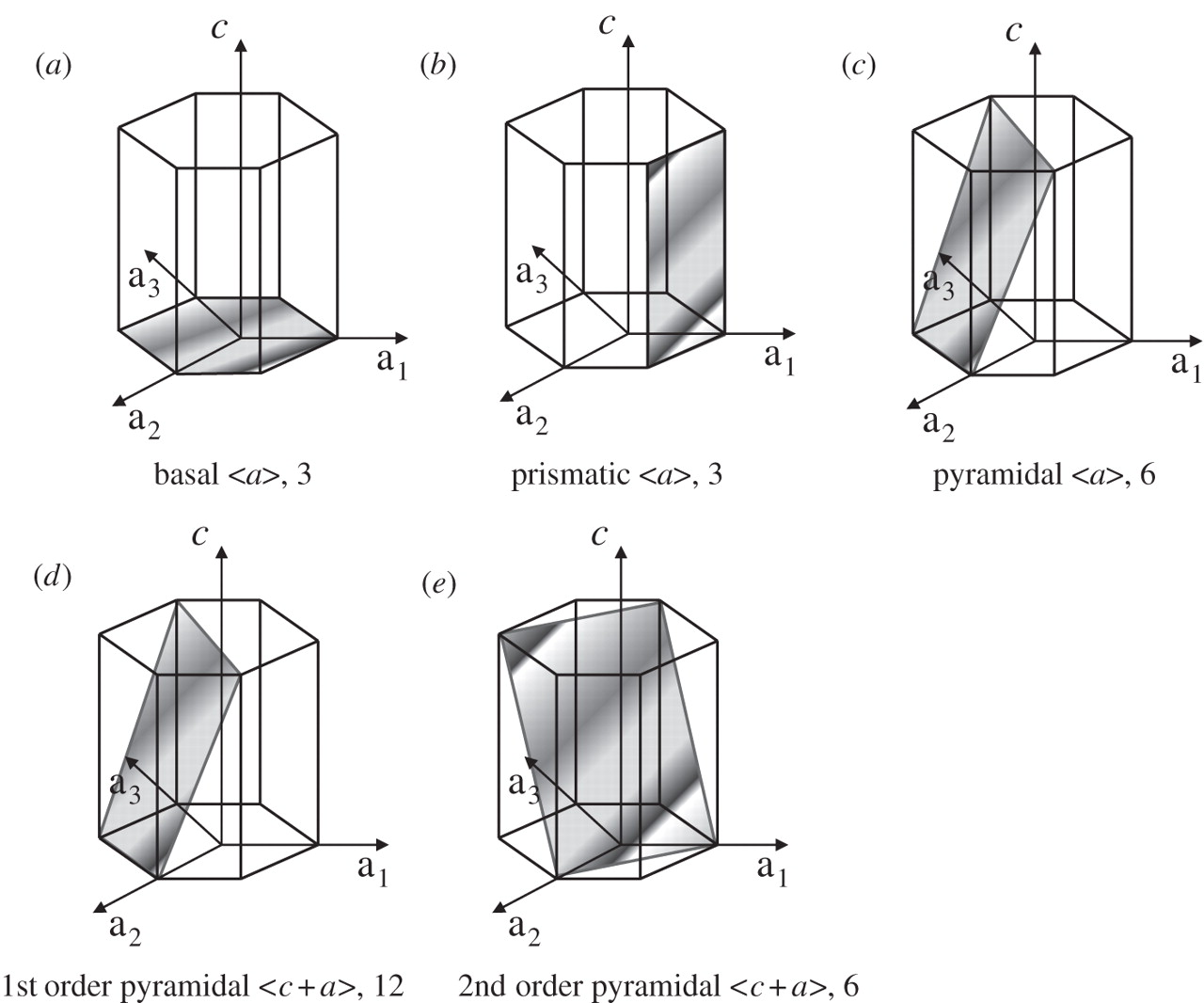
HCP نام‌گذاری صفحات در

حال در مورد ترتیب صفحات در ساختارها باید گفت که اگر برای این کار لایه‌ها را نام‌گذاری کنیم؛ نسبت به یک لایه مرجع با موقعیت A، دو لایه دیگر با موقعیت B و C امکان‌پذیر است. هر دنباله‌ای از A, B و C بدون تکرار دارای ساختار (HCP) و هر دنباله‌ای از A, B به صورت متوالی تکرار شوند دارای ساختار کریستالی (FCC) می‌باشد.

## پیوندهای اتمی در بریلیم
حالت الکترونی SP در تعدادی از خواص غیرمعمول بریلیم نقش دارد. پیوند در صفحه‌های پایه (baisal) فلزی است، در حالیکه در صفحه‌های منشوری (prismatic) کووالانسی است. این ناهمسانگردی در خواص پیوند باعث می‌شود بریلیوم خواص مکانیکی آنیزوتروپی داشته باشد.

## مکانیسم تغییر شکل بریلیم
HCP بریلیوم حالت‌های مختلف تغییر شکل ازجمله لغزش در صفحه‌های پایه، هرمی و منشوری، لغزش متقابل و دوقطبی‌ها (basal, prismatic, pyramidal, cross lips, twining) می‌باشد. البته صفحه‌های اولیه لغزش صفحه‌های پایه هستند (نسبت محوری برای انتخاب سیستم لغزش مناسب مهم است).
متأسفانه صفحه پایه صفحه‌ای است که تنش برشی بحرانی به‌راحتی می‌تواند در آن رخ دهد (به‌غیراز حرکت نابجایی‌ها)؛ بنابراین معیارهای ۵ سیستم لغزنده مستقل در Be به دست نمی‌آید. دوقلویی امکان‌پذیر است اما در شکل‌پذیری پلی‌کریستالی بریلیم نقش مهمی ندارد، زیرا تشکیل دوقلویی باعث ایجاد تنش‌های شدید عمود بر سطح صفحه‌ها می‌شود که می‌تواند باعث تشدید تنش برشی بحرانی شود.
افزایش خلوص بریلیم اثرگذاری کمی بر بهبود شکل‌پذیری آن دارد. افزودن عناصر آلیاژی (تنها مس حلالیت بالایی دارد، در حدود٪ ۱۵ در دمای ۲۵۰ درجه سانتی‌گراد و در دمای ۱۱۰۰ درجه سانتیگراد در حدود ۴۲٪ است) مقادیر کم Cu باعث افزایش تنش برشی بحرانی پایه می‌شود و آن را به prismatic نزدیک می‌کند و این باعث کاهش احتمال شکستگی در بریلیم می‌شود.
خواص مکانیکی انواع مختلف بریلیم پلی کریستالی یک عملکرد قوی از ناخالصی و اندازه دانه است.
تغییر شکل به‌طور قابل‌توجهی باعث ایجاد ساختار بافت می‌شود که تنها راه رسیدن به‌اندازه دانه‌های کوچک، متالورژی پودر است.

## خستگی، خزش و شکستگی بریلیم
بریلیوم در مقایسه با سایر فلزات دارای خواص خستگی عالی است. (این مقایسه بر اساس نرخ استحکام خستگی بر چگالی است)
استحکام خزش به محتویات آلومینیوم، سیلیکون و منیزیم حساس است. این ناخالصی‌ها تمایل دارند از مرزهای دانه جدا شوند و منجر به تشدیدگر گرفتگی کوتاه (Hot shortness) شوند که این می‌تواند توسط برخی از روش‌های حرارتی کنترل شود.
به دلیل ابعاد ساختار کریستالی شش ضلعی بسته‌شده بریلیوم، مشکل تنش در آن کم است، همچنین بریلیم با نسبت c / a سلول واحد ۱٫۵۶۷ در بین تمام فلزات نزدیک‌ترین فلز به ارزش ایدئال ۱٫۶۳۳ واحد را داراست.
همچنین شانس کمی برای بهبود خواص توسط آلیاژسازی وجود دارد، زیرا اندازه کوچک اتمی بریلیم حل شدن عناصر دیگر را محدود می‌کند. یک استثناء ترکیب بیوشیمیایی Be-38Al است که باعث افزایش شکل‌پذیری برلیوم شده‌است.
مدول الاستیسیته 300 GPa است که تقریباً بزرگ‌تر ازهر فلز دیگری است. با توجه به تراکم کم آن، سفتی خاص Be 6 برابر بیشتر از هر ساختار دیگر می‌باشد.
در برخی از کاربردها نیاز به اجزایی است که با سرعت بالا چرخانده شوند و همچنین ممکن است تغییرات ناگهانی شتاب داشته باشیم که به‌سرعت از شتاب مثبت به منفی تغییر کند که این مربوط به ویژگی سفتی برلیوم می‌باشد. نمونه کاربردی آن در ژیروسکوپ‌های در خلأ که با سرعت‌بالا حرکت می‌کنند (ESG) می‌باشد.

### ویژگی‌های آکوستیک بریلیم
برای هندسه اولین فرکانس خمشی (شکستن) متناسب با سرعت ماده صدا است. بااین‌حال، تراکم و در نتیجه جرم دیافراگم نیز باید مورد توجه قرار گیرد. سپس نسبت سرعت صوتی به تراکم جرم می‌تواند به عنوان آکوستیک مواد استفاده شود.

## گرمای ویژه برلیم
بریلیوم دارای بالاترین گرمای ویژه نسبت به سایر فلزات است که باعث می‌شود از بریلیم به عنوان سپر گرما استفاده شود (گرمای ویژه بریلیوم تقریباً دو برابر بیشتر از آلومینیوم و منیزیم است و چهار برابر تیتانیوم است)
این ظرفیت ذاتی برای جذب گرما، همراه با تراکم کم آن، منجر به انتخاب بریلیوم به عنوان پایه‌ای برای محافظ‌های گرمایی است. ازجمله کاربردهای آن می‌توان در سفینه‌های فضایی که در هنگام ورود به جو زمین در زمان ۴۲ ثانیه تا دمای ۱۱۰۰ درجه سانتی‌گراد گرم می‌شود

## انبساط حرارتی بریلیم
تغییر شکل و انقباض بریلیم کمتر از شیشه است و در درجه حرارت‌های پایین بیشتر یکنواخت می‌ماند؛ یعنی در اثر تغییرات گرما انبساط و انقباض آن قابل‌ملاحظه نیست.
ضریب جذب جرم بریلیم
ازآنجاکه بریلیم دارای عدد اتمی پائین و وزن اتمی کمی می‌باشد، ضریب جذب جرم در آن کم است. این امر باعث می‌شود که در برابر اشعه ایکس و سایر اشعه‌های انرژی بالا شفاف باشد و به از آن عنوان پنجره‌های عبور اشعه ایکس از آن‌ها می‌توان استفاده نمود.

### بازتابندگی بریلیم
بریلیم ۹۹٪ قابلیت بازتابندگی دارد که این امر نشان‌دهنده قدرت بازتابندگی بالای بریلیم در برابر نورهای مرئی می‌باشد.

## لینک به بیرون
https://www.thebalance.com/metal-profile-beryllium-2340127
https://materion.com/products/beryllium-products
http://peregrinecorp.com/precision-machining/
http://becumfg.com/Beryllium-Copper-Plate.html